# تونزی
تونزی (به لاتین: Tunzi) یک منطقهٔ مسکونی در روسیه است که در داغستان واقع شده‌است.